# ورزشگاه مستایا
 ورزشگاه مستایا (به اسپانیایی: Estadio Mestalla) ورزشگاهی در شهر والنسیا در کشور اسپانیا است.
بازی‌های خانگی باشگاه فوتبال والنسیا در این ورزشگاه برگزار می‌شود. همچنین بخشی از بازی‌های جام جهانی فوتبال ۱۹۸۲ و المپیک تابستانی ۱۹۹۲ در این ورزشگاه برگزار شده‌است.